# Bungalow (film)
Pour plus de détails, voir Fiche technique et Distribution.
Bungalow est un film allemand réalisé par Ulrich Köhler sorti en 2002.

## Synopsis
L’histoire des complications d’un jeune soldat déserteur.

## Fiche technique
- Titre : Bungalow
- Réalisation : Ulrich Köhler
- Scénario : Ulrich Köhler, Henrike Goetz
- Production : Tobias Büchner et Peter Stockhaus
- Photographie : Ute Freund et Patrick Orth
- Montage : Gergana Voigt
- Genre : Drame
- Durée : 85 minutes
- Année : 2002
- Pays : Allemagne
- Langue : allemand, anglais, danois
- Couleur : Couleur
- Date de sortie : 
  - Festival international du film de Thessalonique 2002 : 10 novembre 2002
  -  Allemagne : 6 février 2003

## Distribution
- Lennie Burmeister : Paul
- Devid Striesow : Max
- Trine Dyrholm : Lene
- Nicole Gläser : Kerstin
- Jörg Malchow : Stefan
- Maria Hagewald : Dunja
- Frank Breitenreiter : Frank
- Steffen Münster : le professeur
- Michael Abendroth : l'homme à la cigarette
- Frederic Neurath : Arne
- Helke Sander : couple à la gare
- Lou Castel : couple à la gare
- Walter Zimmermann : le cafetier
- Dirk Jansen : le chauffeur routier

## Récompense
- Festival international du film de Thessalonique 2002 : Alexandre d'argent